# 仙后座υ
仙后座υ，又名BD+58 134，HD 5234、SAO 21832、HR 253，是仙后座的一颗恒星，视星等为4.83，位于銀經123.39，銀緯-3.9，其B1900.0坐标为赤經0h 49m 3.7s，赤緯+58° -3.9′ 53″。